# Бермуди на Светском првенству у атлетици у дворани 2018.
Бермуди су учествовали на 17. Светском првенству у атлетици у дворани 2018. одржаном у Бирмингему од 1. до 4. марта једанаести пут. Репрезентацију Бермуда представљао је један такмичар, који је такмичио у скоку удаљ.,
На овом првенству такмичар Бермуда није освојио ниједну медаљу нити је постигао неки рекорд.

## Учесници
Мушкарци:
- Тајрон Смит — Скок удаљ

## Резултати

### Мушкарци
| Атлетичар   | Дисциплина | Лични рекорд | Финале   | Финале  | Детаљи |
| Атлетичар   | Дисциплина | Лични рекорд | Резултат | Место   | Детаљи |
| ----------- | ---------- | ------------ | -------- | ------- | ------ |
| Тајрон Смит | Скок удаљ  | 7,83 НР      | 7,75     | 11 / 15 |        |